# Juan Ignacio Marcos
Juan Ignacio Marcos, detto Juani (Rosario, 6 luglio 2000), è un cestista argentino con cittadinanza italiana.

## Carriera

### Nazionale
Con l'Argentina under 19 ha partecipato al Mondiale di categoria del 2019.